# 109. vestlige længdekreds
Den 109. vestlige længdekreds (eller 109 grader vestlig længde) er en længdekreds, der ligger 109 grader vest for nulmeridianen. Den løber gennem Ishavet, Nordamerika, Stillehavet, det Sydlige Ishav og Antarktis.